# جوتفريد بن
جوتفريد بن (بالألمانية: Gottfried Benn). هو روائي وشاعر تعبيري ألماني. ولد عام 1886 في مانسفيلد ومات عام 1956 في برلين الغربية. يعود أصل بن إلى أسرة قسيس بروتستانتية. وفي الحرب العالمية الأولى كان طبيباً في الجيش في بروكسل. تعاطف في البداية مع النازيين ولكنه تراجع عن ذلك فيما بعد، ومن ثم بدأ النازيون في مهاجمته. ثم أصبح مرةً أخرى طبيباً في الجيش . ومنع من الكتابة في عام 1938.

## أعماله
- مورج وقصائد أخرى «Morgue und andere Gedichte» (كتبت 1912).
- لحم «Fleisch» (قصائد 1917).
- قصائد ساكنة «Statische Geichte» (كتبت 1949).
- مشكلات الشعر «Probleme der Lyrik» (محاضرة 1951).
- أبرسلود «Apreslude» (قصائد 1955).

## روابط خارجية
- جوتفريد بن على موقع IMDb (الإنجليزية)
- جوتفريد بن على موقع الموسوعة البريطانية (الإنجليزية)
- جوتفريد بن على موقع مونزينجر (الألمانية)
- جوتفريد بن على موقع ميوزك برينز (الإنجليزية)
- جوتفريد بن على موقع إن إن دي بي (الإنجليزية)
- جوتفريد بن على موقع ديسكوغز (الإنجليزية)
- جوتفريد بن على موقع كينوبويسك (الروسية)